# Vassieux-en-Vercors
Vassieux-en-Vercors é uma comuna francesa na região administrativa de Auvérnia-Ródano-Alpes, no departamento de Drôme. Estende-se por uma área de 48,25 km². Em 2010 a comuna tinha 328 habitantes (densidade: 6,8 hab./km²).